# Collegio di Wokingham
Wokingham è un collegio elettorale inglese situato nel Berkshire rappresentato alla camera dei Comuni del parlamento del Regno Unito. Elegge un membro del parlamento con il sistema maggioritario a turno unico; l'attuale parlamentare è Clive Jones dei Liberal Democratici, che rappresenta il collegio dal 2024.

## Estensione

Il collegio di Wokingham dal 2010 al 2024

- 1885–1918: le divisioni sessionali di Maidenhead e Windsor, parte della divisione sessionale di Wokingham, e nella divisione sessionale di Reading le parrocchie di East Swallowfield e West Swallowfield.
- 1950–1955: il Municipal Borough di Wokingham e i distretti rurali di Easthampstead e Wokingham.
- 1955–1974: il Municipal Borough di Wokingham, i distretti rurali di Easthampstead e Wokingham ed il ward di Park del County Borough di Reading.
- 1974–1983: il Municipal Borough di Wokingham, il distretto rurale di Easthampstead e nel distretto rurale di Wokingham le parrocchie di Remenham, Ruscombe, St Nicholas Hurst, Twyford, Wargrave e Wokingham Without.
- 1983–1997: i ward del distretto di Wokingham di Bulmershe, California, Charvil, Coronation, Emmbrook, Evendons, Hurst, Little Hungerford, Loddon, Norreys, Redhatch, Remenham and Wargrave, St Sebastian's, Sonning, South Lake, Twyford and Ruscombe, Wescott, Whitegates e Winnersh.
- 1997–2010: i ward del distretto di Wokingham di Arborfield, Barkham, Emmbrook, Evendons, Little Hungerford, Norreys, Redhatch, Shinfield, Swallowfield, Wescott e Winnersh e i ward del distretto di Newbury di Burghfield e Mortimer.
- 2010–2024: i ward del distretto di Wokingham di Arborfield, Barkham, Emmbrook, Evendons, Hawkedon, Hillside, Maiden Erlegh, Norreys, Shinfield North, Shinfield South, Swallowfield, Wescott e Winnersh e i ward del distretto di Newbury di Burghfield, Mortimer e Sulhamstead.
- dal 2024: i ward del borgo di Wokingham di Arborfield, Barkham, Charvil, Emmbrook, Evendons, Finchampstead North, Finchampstead South, Hurst, Norreys, Remenham, Wargrave and Ruscombe, Swallowfield, Twyford, Wescott, Winnersh e Wokingham Without.

Il collegio è posizionato nella parte meridionale del distretto di Wokingham.
I collegi confinanti, in senso orario da nord sono: Reading West, Reading West and Mid Berkshire, Maidenhead, Bracknell, North East Hampshire, Basingstoke, North West Hampshire e Newbury.

## Membri del parlamento
| Elezione | Elezione                | Deputato              | Partito               |
| -------- | ----------------------- | --------------------- | --------------------- |
|          | 1885                    | George Russell        | Conservatore          |
| 1898 (S) | Oliver Young            |                       | Conservatore          |
| 1901 (S) | Ernest Gardner          |                       | Conservatore          |
|          | 1918                    | Collegio abolito      | Collegio abolito      |
|          | 1950                    | Collegio re-istituito | Collegio re-istituito |
|          | 1950                    | Peter Remnant         | Conservatore          |
| 1959     | William van Straubenzee |                       | Conservatore          |
| 1987     | John Redwood            |                       | Conservatore          |
|          | 2024                    | Clive Jones           | Liberal Democratici   |

## Elezioni

### Elezioni negli anni 2020
| Partito                    | Partito                                         | Candidato                  | Risultati 4 luglio 2024 | Risultati 4 luglio 2024 |
| Partito                    | Partito                                         | Candidato                  | Voti                    | %                       |
| -------------------------- | ----------------------------------------------- | -------------------------- | ----------------------- | ----------------------- |
|                            | Lib Dem                                         | Clive Jones                | 25 743                  | 47,67                   |
|                            | Conservatore                                    | Lucy Demery                | 17 398                  | 32,22                   |
|                            | Reform UK                                       | Colin Wright               | 5 274                   | 9,77                    |
|                            | Laburista                                       | Monica Hamidi              | 3 631                   | 6,72                    |
|                            | Verde                                           | Merv Boniface              | 1 953                   | 3,62                    |
|                            |                                                 |                            |                         |                         |
| Iscritti                   | Iscritti                                        | Iscritti                   | 75 082                  | 100,00                  |
| ↳ Votanti (% su iscritti)  | ↳ Votanti (% su iscritti)                       | ↳ Votanti (% su iscritti)  | 53 999                  | 71,92                   |
| ↳ Astenuti (% su iscritti) | ↳ Astenuti (% su iscritti)                      | ↳ Astenuti (% su iscritti) | 21 083                  | 28,08                   |
|                            |                                                 |                            |                         |                         |
|                            | Esito: collegio passa da Conservatore a Lib Dem |                            |                         |                         |

### Elezioni negli anni 2010
| Partito                    | Partito                                   | Candidato                  | Risultati 12 dicembre 2019 | Risultati 12 dicembre 2019 |
| Partito                    | Partito                                   | Candidato                  | Voti                       | %                          |
| -------------------------- | ----------------------------------------- | -------------------------- | -------------------------- | -------------------------- |
|                            | Conservatore                              | John Redwood               | 30 734                     | 49,57                      |
|                            | Lib Dem                                   | Phillip Lee                | 23 351                     | 37,66                      |
|                            | Laburista                                 | Annette Medhurst           | 6 450                      | 10,40                      |
|                            | Verdi                                     | Kizzi Johannessen          | 1 382                      | 2,23                       |
|                            | Advance                                   | Annabel Mullin             | 80                         | 0,13                       |
|                            |                                           |                            |                            |                            |
| Iscritti                   | Iscritti                                  | Iscritti                   | 83 953                     | 100,00                     |
| ↳ Votanti (% su iscritti)  | ↳ Votanti (% su iscritti)                 | ↳ Votanti (% su iscritti)  | 61 997                     | 73,85                      |
| ↳ Astenuti (% su iscritti) | ↳ Astenuti (% su iscritti)                | ↳ Astenuti (% su iscritti) | 21 956                     | 26,15                      |
|                            |                                           |                            |                            |                            |
|                            | Esito: collegio confermato a Conservatore |                            |                            |                            |

| Partito                    | Partito                                   | Candidato                  | Risultati 8 giugno 2017 | Risultati 8 giugno 2017 |
| Partito                    | Partito                                   | Candidato                  | Voti                    | %                       |
| -------------------------- | ----------------------------------------- | -------------------------- | ----------------------- | ----------------------- |
|                            | Conservatore                              | John Redwood               | 33 806                  | 56,64                   |
|                            | Laburista                                 | Andy Croy                  | 15 008                  | 25,14                   |
|                            | Lib Dem                                   | Clive Jones                | 9 511                   | 15,93                   |
|                            | Verdi                                     | Russell Seymour            | 1 364                   | 2,29                    |
|                            |                                           |                            |                         |                         |
| Iscritti                   | Iscritti                                  | Iscritti                   | 79 480                  | 100,00                  |
| ↳ Votanti (% su iscritti)  | ↳ Votanti (% su iscritti)                 | ↳ Votanti (% su iscritti)  | 59 690                  | 75,10                   |
| ↳ Astenuti (% su iscritti) | ↳ Astenuti (% su iscritti)                | ↳ Astenuti (% su iscritti) | 19 790                  | 24,90                   |
|                            |                                           |                            |                         |                         |
|                            | Esito: collegio confermato a Conservatore |                            |                         |                         |

| Partito                    | Partito                                   | Candidato                  | Risultati 7 maggio 2015 | Risultati 7 maggio 2015 |
| Partito                    | Partito                                   | Candidato                  | Voti                    | %                       |
| -------------------------- | ----------------------------------------- | -------------------------- | ----------------------- | ----------------------- |
|                            | Conservatore                              | John Redwood               | 32 329                  | 57,73                   |
|                            | Laburista                                 | Andy Croy                  | 8 132                   | 14,52                   |
|                            | Lib Dem                                   | Clive Jones                | 7 572                   | 13,52                   |
|                            | UKIP                                      | Philip Cunnington          | 5 516                   | 9,85                    |
|                            | Verdi                                     | Adrian Windisch            | 2 092                   | 3,74                    |
|                            | Indipendente                              | Kaz Lokuciewski            | 358                     | 0,64                    |
|                            |                                           |                            |                         |                         |
| Iscritti                   | Iscritti                                  | Iscritti                   | 77 884                  | 100,00                  |
| ↳ Votanti (% su iscritti)  | ↳ Votanti (% su iscritti)                 | ↳ Votanti (% su iscritti)  | 55 999                  | 71,90                   |
| ↳ Astenuti (% su iscritti) | ↳ Astenuti (% su iscritti)                | ↳ Astenuti (% su iscritti) | 21 885                  | 28,10                   |
|                            |                                           |                            |                         |                         |
|                            | Esito: collegio confermato a Conservatore |                            |                         |                         |

| Partito                    | Partito                                   | Candidato                      | Risultati 6 maggio 2010 | Risultati 6 maggio 2010 |
| Partito                    | Partito                                   | Candidato                      | Voti                    | %                       |
| -------------------------- | ----------------------------------------- | ------------------------------ | ----------------------- | ----------------------- |
|                            | Conservatore                              | John Redwood                   | 28 754                  | 52,74                   |
|                            | Lib Dem                                   | Prue Bray                      | 15 262                  | 27,99                   |
|                            | Laburista                                 | George Davidson                | 5 516                   | 10,12                   |
|                            | Indipendente                              | Mark Ashwell                   | 2 340                   | 4,29                    |
|                            | UKIP                                      | Ann Zebedee                    | 1 664                   | 3,05                    |
|                            | Verdi                                     | Marjory Bisset                 | 564                     | 1,03                    |
|                            | Monster Raving Loony                      | Peter "Top Cat Bananaman" Owen | 329                     | 0,60                    |
|                            | Indipendente                              | Robin Smith                    | 96                      | 0,18                    |
|                            |                                           |                                |                         |                         |
| Iscritti                   | Iscritti                                  | Iscritti                       | 76 262                  | 100,00                  |
| ↳ Votanti (% su iscritti)  | ↳ Votanti (% su iscritti)                 | ↳ Votanti (% su iscritti)      | 54 528                  | 71,50                   |
| ↳ Astenuti (% su iscritti) | ↳ Astenuti (% su iscritti)                | ↳ Astenuti (% su iscritti)     | 21 734                  | 28,50                   |
|                            |                                           |                                |                         |                         |
|                            | Esito: collegio confermato a Conservatore |                                |                         |                         |

### Elezioni negli anni 2000
| Partito                    | Partito                                   | Candidato                      | Risultati 5 maggio 2005 | Risultati 5 maggio 2005 |
| Partito                    | Partito                                   | Candidato                      | Voti                    | %                       |
| -------------------------- | ----------------------------------------- | ------------------------------ | ----------------------- | ----------------------- |
|                            | Conservatore                              | John Redwood                   | 22 174                  | 48,13                   |
|                            | Lib Dem                                   | Prue Bray                      | 14 934                  | 32,41                   |
|                            | Laburista                                 | David Black                    | 6 991                   | 15,17                   |
|                            | UKIP                                      | Frank Carstairs                | 994                     | 2,16                    |
|                            | Monster Raving Loony                      | Peter "Top Cat Bananaman" Owen | 569                     | 1,24                    |
|                            | BNP                                       | Richard Colborne               | 376                     | 0,82                    |
|                            | Telepathic Partnership                    | Michael Hall                   | 34                      | 0,07                    |
|                            |                                           |                                |                         |                         |
| Iscritti                   | Iscritti                                  | Iscritti                       | 68 661                  | 100,00                  |
| ↳ Votanti (% su iscritti)  | ↳ Votanti (% su iscritti)                 | ↳ Votanti (% su iscritti)      | 46 072                  | 67,10                   |
| ↳ Astenuti (% su iscritti) | ↳ Astenuti (% su iscritti)                | ↳ Astenuti (% su iscritti)     | 22 589                  | 32,90                   |
|                            |                                           |                                |                         |                         |
|                            | Esito: collegio confermato a Conservatore |                                |                         |                         |

| Partito                    | Partito                                   | Candidato                      | Risultati 7 giugno 2001 | Risultati 7 giugno 2001 |
| Partito                    | Partito                                   | Candidato                      | Voti                    | %                       |
| -------------------------- | ----------------------------------------- | ------------------------------ | ----------------------- | ----------------------- |
|                            | Conservatore                              | John Redwood                   | 20 216                  | 46,10                   |
|                            | Lib Dem                                   | Royce Longton                  | 14 222                  | 32,43                   |
|                            | Laburista                                 | Matthew Syed                   | 7 633                   | 17,41                   |
|                            | UKIP                                      | Franklin Carstairs             | 897                     | 2,05                    |
|                            | Monster Raving Loony                      | Peter "Top Cat Bananaman" Owen | 880                     | 2,01                    |
|                            |                                           |                                |                         |                         |
| Iscritti                   | Iscritti                                  | Iscritti                       | 68 405                  | 100,00                  |
| ↳ Votanti (% su iscritti)  | ↳ Votanti (% su iscritti)                 | ↳ Votanti (% su iscritti)      | 43 848                  | 64,10                   |
| ↳ Astenuti (% su iscritti) | ↳ Astenuti (% su iscritti)                | ↳ Astenuti (% su iscritti)     | 24 557                  | 35,90                   |
|                            |                                           |                                |                         |                         |
|                            | Esito: collegio confermato a Conservatore |                                |                         |                         |

## Risultati dei referendum

### Referendum sulla permanenza del Regno Unito nell'Unione europea del 2016
|             | Collegio    | Lasciare UE % | Rimanere in UE % |
| ----------- | ----------- | ------------- | ---------------- |
|             | Wokingham   | 42,4%         | 57,6%            |
|             | Inghilterra | 53,3%         | 46,7%            |
| Regno Unito | 51,9%       | 48,1%         |                  |